# Geisa Arcanjo
Geisa Arcanjo, född 19 september 1991, är en friidrottare från Brasilien. Hon deltog vid olympiska sommarspelen 2012, olympiska sommarspelen 2016 och olympiska sommarspelen 2020.